# إليجاه جونز
إليجاه جونز (بالإنجليزية: Elijah Jones)‏ هو لاعب كرة قاعدة أمريكي، ولد في 27 يناير 1882 في أوكسفورد في الولايات المتحدة، وتوفي في 29 أبريل 1943 في بونتياك في الولايات المتحدة.

## وصلات خارجية
- إليجاه جونز على موقعبيزبول رفرنس.كوم (الدوري الرئيسي) (الإنجليزية)
- إليجاه جونز على موقعبيزبول رفرنس.كوم (الدوري الثانوي) (الإنجليزية)